# عفوله

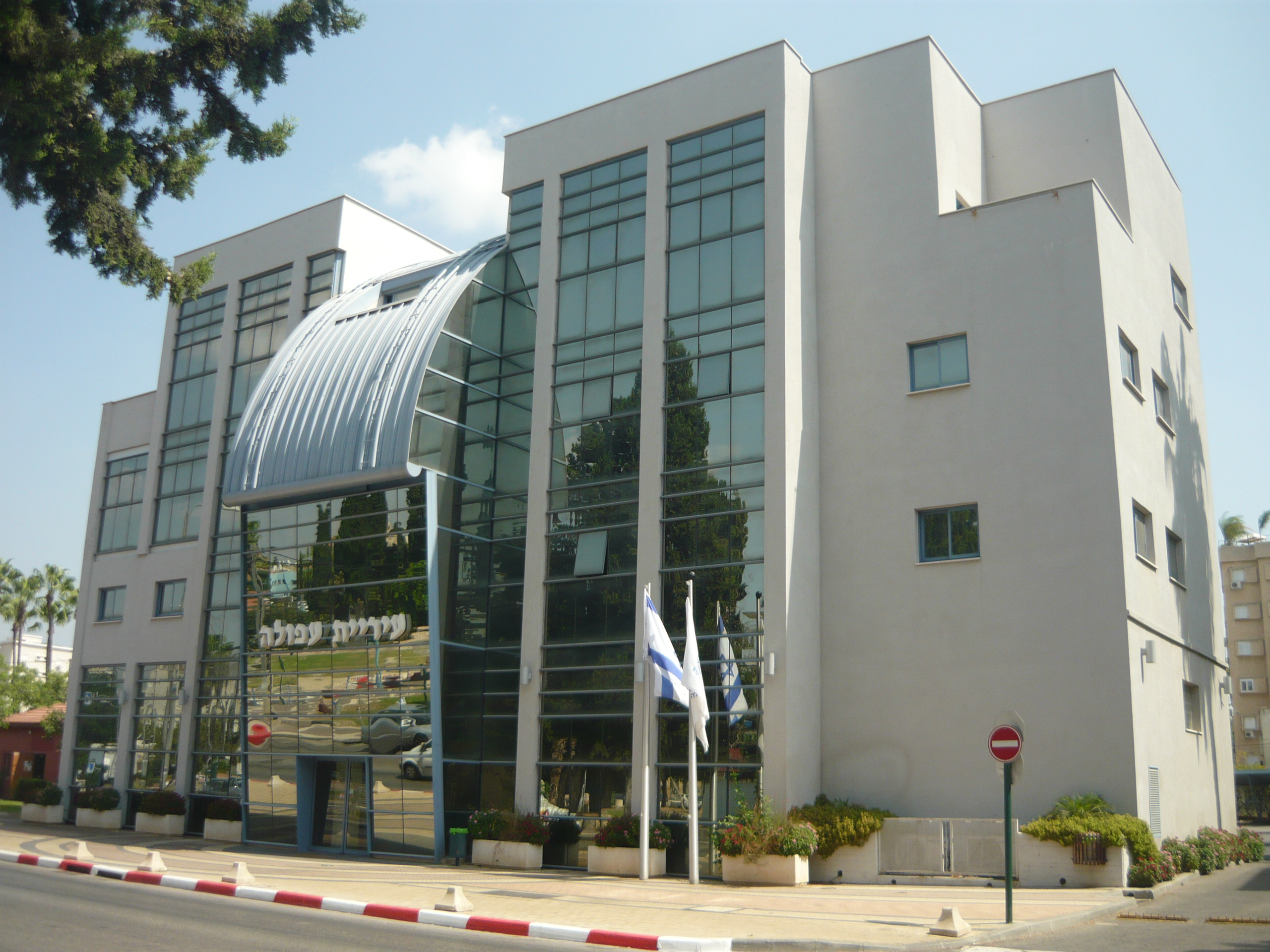
نمایی از ساختمان شورای شهر عفوله، اسرائیل - ۲۰۱۰

عفوله (در عبری: עפולה) نام شهری در استان شمالی اسرائیل است که جمعیت آن در سال ۲۰۰۶ ۳۹٬۳۰۰ نفر و مساحت آن ۲۶.۹۰۹ کیلومتر مربع بوده است.